# Zhukaigoucultuur
De Zhukaigoucultuur (朱开沟文化) was een cultuur die ontwikkeld werd in het late Neolithicum en de vroege Bronstijd (2000–1400 v.Chr.). De cultuur bevond zich voornamelijk in het midden van de Ordoswoestijn van Binnen-Mongolië, China.
Archeologen hebben de cultuurontwikkeling verdeeld over vijf fasen, die overeenkomen met de late fase van de Longshancultuur, de vroege, midden- en late stadia van de Erlitoucultuur en het vroege stadium van de Erligangcultuur. De vroege fase van de cultuur werd beïnvloed door de Longshancultuur, terwijl de middelste fasen werden beïnvloed door de Qijiacultuur. 
Zhukaigou-mensen waren landbouwers, met gierst als hoofdvoedsel. Ze hadden ook schapen, varkens en runderen.
De Zhukaigoucultuur werd opgevolgd door de Xichacultuur.